# 沃溝線
沃溝線（：／ Okgu seon */?）是韓國的一條鐵路支線，由韓國鐵道公社營運。路線由全罗北道群山市的群山玉山信号场至沃溝站。

## 路線資料
- 路線距離：7.9公里
- 營運機關：韓國鐵道公社（全線）
- 軌距：1435毫米（標準軌）
- 通行方式：-
- 站數：2個
- 複線路段：沒有
- 電氣化路段：沒有
- 保安裝置：沒有

## 車站列表
| 中文站名 | 韓文站名 | 英文站名 | 站間距離 （公里） | 營業距離 （公里） | 接續路線 | 所在地   | 所在地 | 備註 |
| -------- | -------- | -------- | ----------------- | ----------------- | -------- | -------- | ------ | ---- |
| 群山玉山 |          |          | 0.0               | 0.0               | 群山港線 | 全羅北道 | 群山市 |      |
| 上坪     |          |          | -                 | -                 |          | 全羅北道 | 群山市 | 廢站 |
| 沃溝     |          |          | 7.9               | 7.9               |          | 全羅北道 | 群山市 |      |

## 历史
- 1952年5月20日：路线启用，因连接群山机场，故称为群山飛行場線。
- 1955年9月1日：改称为现在的名称[1]。
- 2020年12月10日：起点变更